# Warhammer 40,000: Dawn of War II
Warhammer 40,000: Dawn of War II est la suite du jeu vidéo de stratégie en temps réel Warhammer 40,000: Dawn of War, annoncée par THQ le 3 avril 2008. Son développement a été confié à Relic Entertainment, qui avait déjà développé Dawn of War et ses extensions. Le jeu est disponible depuis le 19 février 2009 sur Windows uniquement. Les abréviations DoW II ou Dawn of War II sont communément admises pour le désigner.
Cet épisode marque un tournant dans la série Dawn of War, notamment en raison de la refonte totale du gameplay. Les Tyranides sont également jouables pour la première fois, tandis que la campagne peut être menée en coopération.
Le 12 mars 2010, une première extension, Warhammer 40,00: Dawn of War II Chaos Rising est publiée, introduisant une nouvelle race : le Chaos. Une seconde extension, dénommée Warhammer 40,000: Dawn of War II - Retribution est publiée le 1er mars 2011.

## Synopsis
Après les campagnes de Kronus et Kaurava, les Spaces Marines du chapitre des Blood Ravens reviennent sur leurs planètes de recrutement du Secteur Aurélia (Calderis, Méridian et Typhoon) pour se reposer et reconstituer leurs rangs. Malheureusement, les Orks ont envahi le secteur, anéanti le 85e Vendoland de la Garde Impériale protégant les planètes et menacent de rayer le chapitre de la carte. Le capitaine Thule, vétéran de la bataille de Kronus, est envoyé avec le Protagoniste pour nettoyer la planète.
Mais alors qu'ils affrontent les Orks, les Spaces Marines constatent que ceux-ci font preuve de beaucoup plus de stratégie qu'ils n'en sont normalement capable, et soupçonnent qu'une tierce partie dirige les attaques Orks en sous-main. Leur soupçons sont confirmés quand ils découvrent que ce sont les Eldars qui ont déclenché l'offensive des Orks. S'efforçant de repousser à la fois les Eldars et les Orks, les Bloods Raven s'aperçoivent qu'une autre menace, bien plus terrible encore que les précédentes, veut elle aussi s'emparer de tout le Secteur Aurélia: les Tyranides...

## Système de jeu
Les développeurs de Dawn of War II, conscients des limites qu'apporterait un gameplay trop proche de celui de Dawn of War, ont décidé de radicalement changer les mécanismes de leur nouveau projet. Cette orientation se traduit notamment par l'impossibilité de construire ses propres bâtiments. Néanmoins, il est possible d'exploiter les édifices du décor, ce qui a d'ailleurs un rôle important au cours d'une partie. En effet, les joueurs ont la possibilité de mettre leurs soldats à couverts à l'intérieur d'un bâtiment, ce qui peut leur conférer un avantage sur leurs adversaires. Le gameplay dans ses grandes lignes est repris du jeu de stratégie en temps réel Company of Heroes, également développé par Relic Entertainment et primé à de nombreuses reprises. Le décor est donc destructible et joue un grand rôle dans l'élaboration de la stratégie de jeu.

### Races
Quatre races ont été implantées dans le jeu, Relic Entertainment ayant révélé leur existence au cours de différents évènements : les Space Marines et les Orks dès l'annonce du jeu; les Eldars lors de l'E3 2008, et enfin les Tyranides. Cette dernière race, très attendue par les fans de l'univers Warhammer 40,000, a été dévoilée au cours de la Games Convention 2008,.

### Campagne solo
Malgré l'annonce de ces quatre races, seuls les Space Marines sont jouables au cours de la campagne solo. Celle-ci permet au joueur de partir à la conquête de plusieurs planètes au cours d'une succession de missions. Chacune des escouades de Space Marines présentes dans Dawn of War II est dirigée par un chef particulier, dont le rôle est déterminant au cours de la campagne.
Le joueur, incarnant le chef du groupe, contrôle les héros et leurs escouades : Tarkus, le marine tactique ; Avitus, le devastator ; Thaddeus, le marine d'assaut ; Cyrus, le Scout ; le capitaine Thule lui-même, dans le corps d'un Dreadnought, aidé également par Martellus, un Techmarine, et par Gabriel Angelos, le capitaine de la compagnie. On peut équiper ces commandants avec de nombreux item (appelé wargears). Il y aurait a priori environ 100 wargears par races.
Chaque personnage, en plus de ses accessoires, a la possibilité de monter de niveau en glanant des points d’expérience au fil des tueries. Une fois un palier franchi, le joueur décide de placer deux points de compétence dans les domaines de la santé maximum, dégâts de mêlée ou à distance, ou encore énergie. Au fil des niveaux se débloqueront également des armes plus puissantes.

### Multijoueur
Le jeu propose un mode multijoueurs classique, c'est-à-dire permettant des affrontements entre joueurs, mais aussi une campagne jouable en coopération. Il utilise notamment le Games for Windows Live, le service de jeu en ligne de Microsoft.
Contrairement à la campagne solo, davantage axée sur l'aspect tactique des combats, le mode multijoueur permet la production d'unités et la gestion de ressources; le joueur sera également amené à choisir parmi quatre factions, chacune d'entre elles disposant de trois commandants à utiliser en partie:
1. Les Space Marines
2. Les Orks
3. Les Eldars
4. Les Tyranides

### Graphismes
Dawn of War II propose un moteur graphique très évolué, proposant notamment des décors détaillés, des textures fines, des animations réalistes, mais surtout un environnement totalement destructible (bâtiments, végétation, terrain, etc). Il utilise une version évoluée du moteur graphique Essence Engine, déjà présent dans Company of Heroes, ainsi que le moteur physique Havok. Enfin, le jeu peut tirer parti de DirectX 10.

## Configuration

### Configuration requise
- Windows XP SP2 ou Windows Vista SP 1 ou Windows 7.
- Pentium IV 3,2 GHz ou n'importe quel processeur double cœur
- 1 GB RAM (XP) ou 1.5 GB RAM (Vista)
- Carte graphique 128 MB (Shader Model 3) - Nvidia GeForce 6600 GT ou ATI X1600
- 5.5 GB d'espace libre sur le disque dur

### Configuration recommandée
- Windows XP SP2 ou Windows Vista SP 1
- AMD Athlon 64X2 4400+ ou n'importe quel Intel Core 2 Duo
- 2 GB RAM (XP ou Vista)
- Carte graphique 256 MB (Shader Model 3) - Nvidia GeForce 7800 GT ou ATI X1900
- 5.5 GB d'espace libre sur le disque dur

## Accueil

### Critiques
| Metacritic        | 86 %   |
| EUR IGN           | 9/10   |
| EUR Jeuxvideo.com | 18/20  |
| AN GameSpot       | 8,5/10 |
| EUR Gamekult      | 9/10   |
| AN 1UP.com        | A-     |

Warhammer 40,000: Dawn of War II a été particulièrement bien accueilli par l'ensemble de la presse spécialisée. Le net changement opéré par les développeurs en termes de gameplay est cité[Où ?] comme l'un des points forts du jeu, au même titre que le moteur graphique, ou encore la possibilité de mener la campagne en coopération.

### Ventes
Au total, les deux épisodes de la série et leurs extension se sont vendus à 6.5 millions d'exemplaires.